# Leoš Lacina
Leoš Lacina (31 de mayo de 1963) es un deportista checo que compitió en bochas adaptadas. Ganó una medalla de plata en los Juegos Paralímpicos de Londres 2012 en la prueba de dobles mixto (clase BC4).

## Palmarés internacional
| Juegos Paralímpicos | Juegos Paralímpicos   | Juegos Paralímpicos | Juegos Paralímpicos |
| Año                 | Lugar                 | Medalla             | Prueba              |
| ------------------- | --------------------- | ------------------- | ------------------- |
| 2012                | Londres (Reino Unido) | Medalla de plata    | Dobles BC4 mixto    |